# Cecilia Clare Bocard
Pour les articles homonymes, voir Bocard (homonymie).
Frances Ada Bocard, en religion Sœur Cecilia Clare Bocard (S. P.), née le 13 avril 1899 à New Albany et morte le 15 février 1994, est une compositrice et organiste américaine. Elle est l'autrice d'œuvres pour orgue, piano et chœur.

## Formation
En 1961, elle participe au Fourth International Congress on Catholic Church Music à Cologne. Elle étudie notamment avec des musiciens tels que Wilhelm Middelschulte (en), Edgar Brazelton, Arne Oldberg (en), Moissaye Boguslawski (en), Arnold Schultz et Nadia Boulanger.
Elle commence à étudier le piano en première année d'école et l'orgue en troisième année. Elle devient l'organiste de sa paroisse à l'âge de neuf ans. Elle rejoint les Sœurs de la Providence de Saint Mary-of-the-Woods en 1916 à l'âge de 17 ans et prend le nom de Sœur Cecilia Clare.
Bocard obtient en 1923 un bachelor en composition et orchestration au Conservatoire Bush (en) et y obtient son  master en composition en 1925. Elle étudie également la musique liturgique à l'École de musique liturgique St. Pie X (en) du Manhattanville College (en) du Sacré-Cœur à New York en 1935, la composition et le piano à l'Université Northwestern en 1936-1937 et le chant grégorien à l'Abbaye Saint-Pierre de Solesmes en France en 1961.
À partir de 1970, elle officie comme organiste de l'Église de l'Immaculée Conception de Saint Mary-of-the-Woods (en) jusqu'à sa mort en 1994. Elle est enterrée au Sisters of Providence Convent Cemetery (en).
Outre son travail de compositrice, Cecilia Bocard enseigne le piano, l'orgue, la composition et le solfège au conservatoire du Saint Mary-of-the-Woods College (en) pendant 47 ans.

## Œuvres principales
- A Cycle of Psalms, composé en 1956 et joué en 1965 par le Chœur des Sœurs de la Providence au Civic Opera House est l'une de ses compositions religieuses les plus connues[2].
- Te Deum Laudamus pour orgue (1952);
- L'hymne Our Lady of Providence;
- L'œuvre en cinq volumes Propers for the Mass for Sundays and Feast Days[1].
- Cleft in the Rock, opéra en deux actes[3].
- Mass in Honor of Divine Providence[4].

Ses œuvres ne sont pas toutes religieuses, à l'instar de pièces comme Kaifeng, Goblins, Wings of a hummingbird flashing by,.

## Reconnaissance
En 1955, elle remporte la première place au Nemmers Memorial National Contest avec Mass in Honor of Divine Providence. Elle reçoit également plusieurs récompenses dans les concours de l'Indiana Composers' Guild, notamment le premier prix en 1942 et la deuxième place en 1944.
Plusieurs œuvres de Cecilia Bocard se trouvent sur le disque du chœur des Sœurs de la In God's Providence (1964). Elle officie également comme organiste sur cet album.
Elle écrit également sur le sujet de l'enseignement de la musique et est publiée dans plusieurs revues spécialisées.
Cecilia Bocard obtient en 1971 le titre de professor emerita status du Saint Mary-of-the-Woods College et reçoit un doctorat honoris causa en lettres de cette école en 1983. Elle est connue des alumni pour sa Saint Mary-of-the-Woods Wedding March.
En 1987, la 105e session de la Chambre des représentants de l'Indiana lui rend hommage dans la « House Resolution #49 » pour « her contributions to the fields of Education and Music » (ses contributions dans les domaines de l'enseignement et de la musique [Traduction libre]).
La même année, l'archidiocèse d'Indianapolis lui rend hommage pour l'ensemble de ses contributions à l'enseignement catholique.